# ビッグムービー
『ビッグムービー』（原題：Bowfinger、別題：ビッグムービー だから映画はやめられない）は、1999年に製作されたスティーヴ・マーティン、エディ・マーフィ主演のコメディ映画である。

## 概要
人気コメディ俳優のスティーヴ・マーティンが主演・脚本を担当した本作。サタデー・ナイト・ライブで知られる彼が、同じく同番組で一躍スターダムにのし上がったエディ・マーフィと共演し、低予算映画を製作する登場人物たちの苦悩をコミカルに描いたコメディ映画である。監督には『スター・ウォーズ』のヨーダ役で知られるフランク・オズ、共演にはヘザー・グラハムやジェイミー・ケネディ、テレンス・スタンプにロバート・ダウニー・Jrらといった個性派俳優たちが顔を揃えている。なお、エディ・マーフィに至っては一人二役で、デキる男とデキない男という双子の兄弟を演じている。

## あらすじ
弱小映画プロダクションの売れない映画監督ボビー・バウフィンガー（スティーヴ・マーティン）は、自身の新作としてSF映画を撮ることを決意。スタジオの洗車係をするデイヴ（ジェイミー・ケネディ）にこっそり機材を調達させ、売れない女優のキャロル（クリスティン・バランスキー）を主演女優に抜擢するもさっそく資金の問題が壁となって立ちはだかる。しかし映画会社の重役ジェリー・レンフロ（ロバート・ダウニー・Jr）から人気スターのキット・ラムジー（エディ・マーフィ）を起用すれば資金を約束されたボビーはさっそくキットに出演交渉を持ちかけるもあっさりと断られてしまった。だが何とか映画を撮ろうと躍起になるボビーは、キットの隠し撮りを敢行。さらにはキットの瓜二つの双子でキットとは性格が正反対のど素人ジフ（エディ・マーフィ）をキットに見立てて映画撮影を開始する。

## キャスト
| 役名                   | 俳優                           | 日本語吹替 |
| ---------------------- | ------------------------------ | ---------- |
| ボビー・バウフィンガー | スティーヴ・マーティン         | 菅生隆之   |
| キット / ジフ          | エディ・マーフィ               | 江原正士   |
| デイジー               | ヘザー・グラハム               | 高橋理恵子 |
| キャロル               | クリスティン・バランスキー     | 雨蘭咲木子 |
| デイヴ                 | ジェイミー・ケネディ           | 喜多川拓郎 |
| アフリム               | アダム・アレクシ=モール        | 西村知道   |
| スレイター             | コール・サダス                 | 落合弘治   |
| ナイトクラブの清掃員   | ジョン・チョー                 | 清水敏孝   |
| ハル                   | バリー・ニューマン             | 塚田正昭   |
| テリー・ストリッチャー | テレンス・スタンプ             | 有本欽隆   |
| 重役ジェリー           | ロバート・ダウニー・Jr         | 仲野裕     |
| サンチェス             | アレハンドロ・パチーノ         | 高瀬右光   |
| マルチネス             | アルフレッド・デ・コントレラス | 乃村健次   |
| ルイス                 | ジョニー・サンチェス           | 小形満     |
| ファラ                 | リーミー・ホール               | 岡本章子   |
| オーディションの女優   | マリソル・ニコルズ             | 樋浦茜子   |

- 日本語吹替
  - 翻訳：平田勝茂

## スタッフ
- 監督：フランク・オズ
- 製作：ブライアン・グレイザー
- 脚本：スティーヴ・マーティン
- 音楽：デヴィッド・ニューマン
- 撮影：ウエリ・スタイガー
- 編集：リチャード・ピアソン